# Municipio de Mayland
El municipio de Mayland (en inglés: Mayland Township) es un municipio ubicado en el condado de Ward en el estado estadounidense de Dakota del Norte. En el año 2010 tenía una población de 70 habitantes y una densidad poblacional de 0,75 personas por km².

## Geografía
El municipio de Mayland se encuentra ubicado en las coordenadas 48°24′56″N 101°38′50″O / 48.41556, -101.64722. Según la Oficina del Censo de los Estados Unidos, el municipio tiene una superficie total de 92.99 km², de la cual 92,7 km² corresponden a tierra firme y (0,31 %) 0,28 km² es agua.

## Demografía
Según el censo de 2010, había 70 personas residiendo en el municipio de Mayland. La densidad de población era de 0,75 hab./km². De los 70 habitantes, el municipio de Mayland estaba compuesto por el 98,57 % blancos y el 1,43 % eran de una mezcla de razas. Del total de la población el 0 % eran hispanos o latinos de cualquier raza.